# Life is Peachy
Life Is Peachy es el segundo álbum de estudio de la banda estadounidense de nu metal Korn. Fue lanzado el 15 de octubre de 1996, a través de Immortal y Epic Records. Después del lanzamiento del álbum debut homónimo en 1994, la banda se reunió con Ross Robinson y producir, y regresó a los Indigo Ranch Studios para grabar. Life Is Peachy presenta temas como drogas, encuentros sociales, sexo, traición y venganza. El álbum tiene catorce canciones, excluyendo la pista oculta después de «Kill You». Martin Riedl fotografió su portada, y su título se atribuye al bajista de Korn, Reginald «Fieldy» Arvizu. Life Is Peachy fue el primer gran avance de Korn, que se produjo a partir de giras constantes después del lanzamiento del álbum debut y la construcción de una base de fanáticos, lo que alimentó grandes expectativas.
La recepción crítica para el álbum fue principalmente mixta, pero su composición y calidad de sonido fueron elogiados. Los autores y periodistas musicales consideraron que Life Is Peachy era innovador, y algunos elogiaron a Jonathan Davis por sus técnicas vocales y su canto encarnado. Su interpretación vocal en «Good God» fue vista como la síntesis de la esencia del álbum, convirtiéndose en uno de los elementos decisivos en el desarrollo de lo que más tarde se llamaría nu metal, del que Korn fue pionero. Durante su período promocional, los periódicos y revistas lo definieron sonoramente como un álbum de metal con ritmos de hip hop, presentando un sonido único.
Life Is Peachy debutó y alcanzó el puesto número tres en el Billboard 200 y alcanzó el número uno en Nueva Zelanda. El álbum vendió 106 000 copias en los EE. UU. en su primera semana de lanzamiento. Fue certificado oro por la Recording Industry Association of America (RIAA) en enero de 1997 y platino en diciembre de ese mismo año. Life Is Peachy fue certificado doble platino por la RIAA en los EE. UU. en noviembre de 1999. Para 2009, el álbum había vendido casi tres millones de copias en todo el mundo.
Korn lanzó tres sencillos de Life Is Peachy: «No Place to Hide», «A.D.I.D.A.S.» y «Good God». Los tres sencillos entraron en la UK Singles Chart. Poco antes del lanzamiento del álbum, Korn inició el Life Is Peachy Tour en los EE. UU. con Limp Bizkit como acto de apertura. Después de su lanzamiento, la banda realizó una gira en apoyo de Metallica en los EE. UU. Korn luego se embarcó en su gira principal por el Reino Unido, Europa, América del Norte y Australia, con espectáculos a menudo agotados. La banda también participó en la gira de verano de Lollapalooza de 1997, donde el Life Is Peachy Tour terminó abruptamente debido a que al guitarrista James «Munky» Shaffer se le diagnosticó meningitis viral. Life Is Peachy le valió a Korn un premio Kerrang! Awards de 1997 al Mejor Álbum. «No Place to Hide» recibió una nominación a Mejor Interpretación de Metal en la 40.ª edición de los Premios Grammy.

## Trasfondo
Korn había tocado entre doscientos y doscientos cincuenta shows en el año posterior al lanzamiento de su álbum debut homónimo de 1994. Como resultado, Korn encabezó la lista Heatseekers Albums de Billboard en la semana que terminó el 30 de septiembre de 1995. A principios de octubre de 1995, comenzó a ascender en la lista Billboard 200 y alcanzó ventas de 154 000 unidades. Ambos desempeños en las listas fueron éxitos poco comunes en ese momento, ya que Korn fue una de las primeras bandas nuevas no convencionales en ingresar a la mitad superior de la lista Billboard 200 durante los dos años anteriores. Korn también fue el único álbum debut que mostró tal agresividad en haber logrado esta distinción en la lista Billboard 200 durante ese período.
Las ventas semanales del álbum debut se situaron en 17 000 y 27 000 en la primera mitad de enero de 1996, a medida que el reconocimiento de la banda aumentaba. El álbum fue certificado oro por la RIAA por 500 000 copias vendidas el 29 de enero de 1996. En febrero de 1996, Korn y Deftones fueron los actos de apertura de la gira de estadios de Ozzy Osbourne en Estados Unidos.
Después de catorce meses de gira para promocionar el álbum debut, Korn se tomó un mes de descanso y comenzó a escribir material para el siguiente trabajo de estudio, Life Is Peachy. En este punto, tenían dificultades para proyectarse hacia el futuro porque habían pasado sus últimos años bajo la influencia de las drogas y el alcohol, estando sobrios solo cuando actuaban. Como tenían que empezar a escribir nuevas canciones, los músicos estaban «en un grave estado de confusión», pero no querían abandonar sus hábitos de fiesta. Mientras tanto, «el revuelo» sobre Korn «era enorme».

## Composición y grabación
El cantante Jonathan Davis dijo sobre la composición del segundo álbum: «Inmediatamente después de que terminamos la gira con Ozzy Osbourne, Ross [Robinson] se puso en contacto con nosotros. Fuimos a un estudio de ensayo y comenzamos a escribir». Sabiendo que tenían plazos ajustados que cumplir, el patrón que seguirían sería «más rápido y más thrash». Sin embargo, Davis había comenzado a escribir parte de la canción «Mr. Rogers» mientras estaba de gira en el otoño de 1995. El guitarrista James «Munky» Shaffer describió el proceso de composición como: «No escribimos nada durante dos años, luego tuvimos una acumulación de creatividad, como bolas azules de creatividad».
Korn entró en preproducción y escribió las primeras canciones del álbum, «No Place to Hide» y «A.D.I.D.A.S.», en su espacio de ensayo, Underground Chicken Sound en Huntington Beach. El baterista David Silveria dijo: «alguien comenzará a tocar algo y el resto de nosotros trabajaremos en torno a eso y veremos a dónde va», mencionando las canciones «Twist» y «Good God», cuyos ritmos vinieron primero. En este lugar, desarrollaron un enfoque para la composición de canciones mediante el cual elaborarían sobre los elementos que los habían establecido previamente, como Davis cuando estaba «enloqueciendo»; así surgió la canción «Twist». Esto contrastaba con el proceso de producción de Korn, ya que algunas canciones y riffs de guitarra habían sido preparados años antes de que realmente comenzaran. Además, la constante gira y las respuestas del público generaron la «sensación y actitud» de punk rock de la banda, lo que resultó en una interpretación de guitarra disonante en Life Is Peachy; «Queríamos crear un álbum realmente enojado», dijo Shaffer. Davis luego agregó su voz a las improvisaciones. Mientras trabajaban en el álbum, consumieron «cantidades masivas» de bebidas alcohólicas y a menudo estaban tan «drogados» que la mayoría de las noches, uno de los miembros de la banda se desmayaba y, por lo tanto, no podía tocar su instrumento, especialmente el guitarrista Brian «Head» Welch. Las sesiones productivas de Korn a menudo se interrumpían debido a su estilo de vida libertino, y Robinson luchó para lograr que dejaran de beber para centrarse en la composición y los ensayos. Los miembros de la banda mezclaban alcohol y drogas y también peleaban con frecuencia. Davis recordó haber tenido comportamientos agresivos hacia sus compañeros de banda, a menudo mordiéndolos, debido al abuso del alcohol.

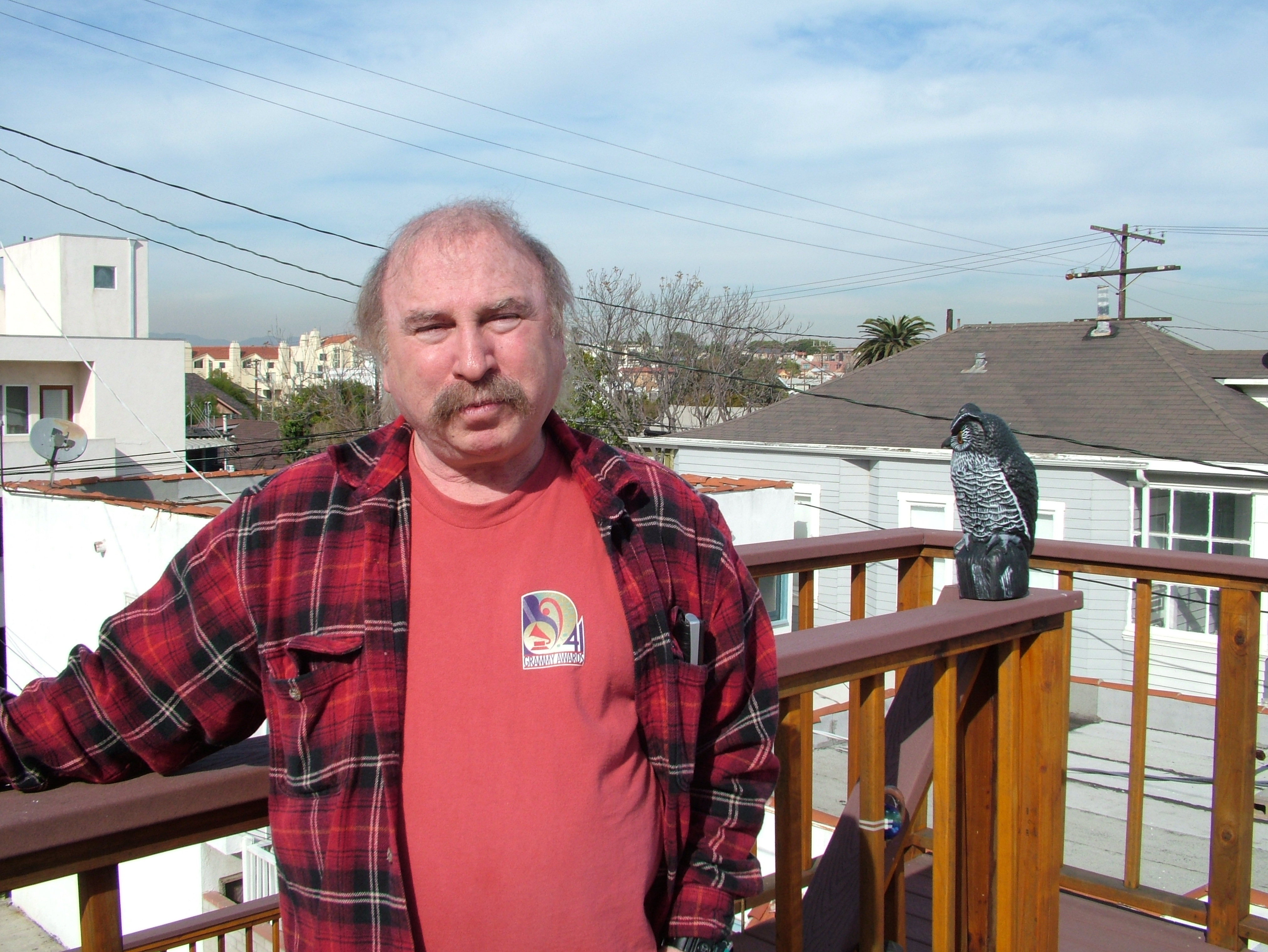
Richard Kaplan (fotografiado en 2009)

Después de tocar en algunos conciertos con Deftones en California, Korn regresó al estudio para comenzar a grabar Life Is Peachy en abril de 1996. Korn y Robinson se reunieron para producir y comenzar a grabar en Indigo Ranch Studios en Malibú (California). Fue principalmente porque su primer álbum había sido grabado allí y fue un éxito. El bajista Reginald «Fieldy» Arvizu dijo: «Queríamos la misma energía e inspiración que encontramos en Malibu Hills». Davis dijo que trabajar con Robinson fue esencial ya que estaba conectado con la banda desde su participación en el primer álbum; también sabía cómo capturar su energía en vivo y motivarlos para que se concentraran en el estudio de grabación. «Afortunadamente, él está aquí para patearnos el trasero. De lo contrario, no estaríamos muy... motivados», dijo Davis. Después de la ingeniería del álbum debut de Korn, Richard Kaplan, cofundador y propietario de Indigo Ranch Studios, regresó a trabajar en Life Is Peachy. Inicialmente, el asistente de Kaplan, Chuck Johnson, fue contratado por Robinson para ser su «ingeniero de la casa». El álbum fue escrito principalmente en el estudio ya que la banda estaba menos inspirada en la carretera, aunque el trabajo había comenzado cuando regresaron a los ensayos. De vuelta en Indigo Ranch Studios, Korn usó metanfetamina como lo hicieron cuando grabaron su álbum debut de 1994. La banda lanzó su primer webcast por Internet, llamado Korn Mangling the Web, a través de una asociación con QuickTime, permitiendo a los espectadores ver el desarrollo de Life Is Peachy en Indigo Ranch Studios.
En una entrevista de principios de 1997 para Bass Player, Arvizu arrojó luz sobre los componentes que contribuyeron a su enfoque del instrumento: «Intento cruzar los ritmos y las líneas de bajo del hip hop con la enfermedad». Welch y Shaffer querían diversidad, deseando volverse más melódicos y acercarse a sus guitarras «más como un teclado» eliminando el ataque para brindar un sonido más atmosférico mientras mantenían su sonido característico pesado. Ambos se movieron en una dirección más experimental con aumentos de volumen y diferentes pedales de efectos. Aunque los dos guitarristas compraron pedales por valor de US$2000 para el álbum, Arvizu, por otro lado, no había usado ningún efecto de bajo. Toda la banda contribuyó al proceso de composición de las canciones, pero Arvizu tuvo una influencia distintiva en las decisiones musicales. Arvizu ideó sus partes, luego Shaffer y Welch adaptaron su trabajo para no «pasar por encima» del bajo, o de lo contrario, las partes de guitarra se hicieron primero, y él concibió sus líneas de bajo para que las repasaran. Los dos guitarristas apreciaron este método porque, según Arvizu, «no hace que nuestro sonido sea tan típicamente metalero». Arvizu sintió que no estaba ganando la partida a sus compañeros músicos ya que el trabajo de guitarra todavía era audible en los sonidos, pero explicó que «añade una dimensión diferente para el bajo». Adoptando un enfoque diferente para el álbum debut, Silveria explicó que para Life Is Peachy, «entramos realmente frescos y queríamos hacerlo rápido para capturar esa energía». El sesenta por ciento de lo que tocaría estaba planeado, y el cuarenta por ciento era más una cuestión de espontaneidad creativa. Silveria sintió que no habría transmitido la misma «energía» si la totalidad de sus partes de batería hubieran sido escritas de antemano. La música fue creada primero, y luego cada pieza fue identificada por títulos atípicos, como «Dick Nose», después de lo cual Davis comenzó a escribir las letras. Aparte de las versiones de «Lowrider» y «Wicked», las letras del álbum fueron escritas íntegramente por Davis, quien encontró inspiración en un lugar llamado Magic Room en Los Ángeles. Davis a menudo se sentía agotado y exhausto por sus sesiones de escritura. «Ass Itch» fue la última canción que Davis escribió, y finalmente, las canciones fueron renombradas después de que terminó su trabajo. El autor Doug Small escribió que «el método de composición de la banda, una especie de proceso de construcción colectiva en el que cuatro instrumentistas, con el aporte de Jonathan, desarrollan las ideas de los demás hasta que han creado un monstruo, es realmente un esfuerzo grupal».

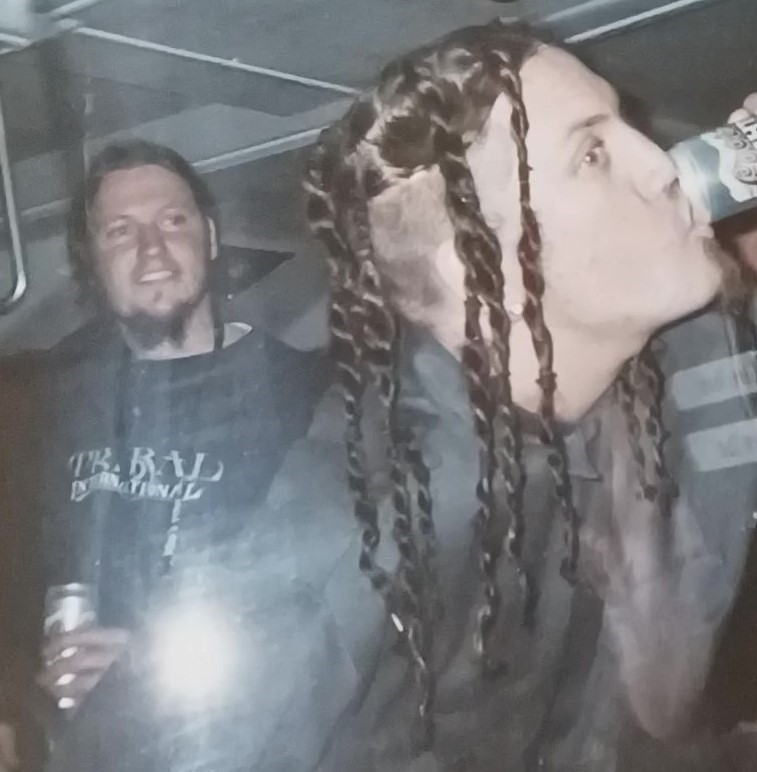
Danny Hamilton (izquierda) y Brian Welch (derecha). Hamilton filmó imágenes de la formación de Korn desde 1993 en adelante y del proceso de grabación de Life Is Peachy, que luego apareció en el video álbum de 1997 Who Then Now?

Para la grabación, Arvizu había instalado uno de sus «cabezales» Mesa/Boogie —amplificadores de bajo separados— junto con un único gabinete de altavoz de bajo de 4x10 con la «bocina microfoneada». El sonido de bajo que se escucha en Life Is Peachy era «mi amplificador microfoneado», dijo Arvizu, añadiendo que «la señal directa estaba completamente desviada». Arvizu utilizó un bajo de cinco cuerdas Ibanez SR1305 Soundgear para grabar todo el álbum, como en Korn de 1994. Un bajista experimentado en el slap, utilizó tonos y dominó varias técnicas, como tirar hacia arriba de cuatro cuerdas, a diferencia de la mayoría de los bajistas, para hacer que su bajo se destacara. Arvizu invariablemente prefería tocar su bajo mientras miraba a través del vidrio de la cabina de aislamiento frente a sus compañeros músicos. Silveria logró el sonido agudo utilizando un bombo de 20" y una caja piccolo de 3 1/2". La grabación de baterías terminó en cinco días. La voz de Davis se grabó en una configuración ligeramente diferente a la del álbum debut; por lo tanto, nunca estaba solo, o los otros miembros de la banda estaban frente a él. Para lograr un resultado inequívoco al grabar voces en la cabina de aislamiento, Robinson instó a Davis a ponerse de nuevo en el contexto que inspiró sus letras o utilizó la fuerza física. Entre el sesenta y setenta por ciento de la voz de Davis en el álbum se capturó en una sola toma. Welch recordó la espontaneidad de Davis: «Una vez que [Jonathan] hizo “Twist”, fue como, “¿Qué diablos fue eso?” ... Y pensamos, “Abramos el disco con eso. Y la gente dirá, '¿Qué? ¿Qué es esto? Nadie ha hecho eso nunca'. ... Miramos a [Jonathan después de haber grabado su voz]. Estábamos como, “¿Quiénes son ustedes?”». Welch cantó en «Lowrider» como regalo de cumpleaños.
Kaplan dijo que mezcló el álbum él mismo ya que Johnson nunca apareció pero eventualmente reapareció al final de las sesiones. Robinson mezcló la canción «K@#Ø%!». Life Is Peachy fue mezclado en Indigo Ranch Studios y masterizado por Eddy Schreyer en Oasis Mastering en Studio City. Al final, una decimoquinta canción, «Proud», no aparecería en la lista de canciones final que conformaría el álbum. Se completó en julio de 1996. El álbum costó US$150 000 para hacer. Small insistió en que Life Is Peachy fue apresurado cuando se armó, pero elogió su sonido «único».

### Desarrollos posteriores
Extractos de las sesiones de grabación del álbum en Indigo Ranch Studios aparecieron en el vídeo biográfico de Korn de 1997 Who Then Now?, que fue filmado íntegramente por el archivero y miembro del equipo de la banda Danny «Ham Cam» Hamilton. En 2002, Arvizu dijo que disfrutó del álbum mucho más que en el pasado. «Un buen jodido disco», dijo. Welch diría más tarde que no le gustaba mucho la dirección que estaba tomando artísticamente la banda, pero no en Life Is Peachy. En 2015, Davis dijo que aunque Life Is Peachy era un disco «increíble», no estaba entre sus álbumes favoritos de Korn debido a su producción apresurada, y mencionó que la única razón era la presión de las giras constantes. Añadió: «Pero sí, muy apresurado, muy crudo, sigue siendo un disco genial».

## Música y temática
Life Is Peachy abre con el preludio de aproximadamente un minuto «Twist», que se compone de un canto gutural improvisado de scat y contiene la palabra «twist» como única letra, interpretada por Davis. Small describió el estilo vocal como «escupir los desvaríos retorcidos de un loco» y dijo que era adecuado para la introducción del álbum. Revolver escribió que el álbum abre con un «ataque vocal surrealista», mientras que Kerrang! sintió que presenta «ruidos vocales sin sentido». Kerrang! escribió que «Twist» transmite el mensaje subyacente de que la apertura del «muy esperado» segundo álbum no será un sencillo sino más bien un «gran “jodete”». Una versión a capela de «Twist» está incluida como una pista oculta después de «Kill You». «Chi» lleva el nombre del exbajista de Deftones Chi Cheng. La canción recibió su nombre en honor a Cheng porque le gustaba la música reggae y pensaba que «Chi» era en realidad una canción de ese género. Davis dijo que trata «sobre el abuso de alcohol y drogas». Afirmó que su estilo vocal en «Twist» y «Chi» y la letra de esta última siguen siendo «un misterio» para él. El significado de «Lost» es la pérdida de su mejor amigo cuando este se estableció con su novia. «Swallow» trata sobre la paranoia inducida por las drogas. La instrumental «Porno Creep» se destacó por su estilo jazz-funk, con los «toques hábiles y jazzeros de Silveria detrás de la batería» descritos por Kerrang! como «lo que distingue a la banda de cualquier otro grupo en la escena del metal». Davis explicó el trasfondo de «Good God»:

«Se trata de un chico que conocí en la escuela que pensé que era mi amigo, pero que me jodió. Él llegó a mi vida sin nada, pasaba el rato en mi casa, vivía a mi costa y me obligaba a hacer cosas que yo no quería hacer. A mí me gustaba la música new romantic y él era un mod, y me decía que si no me vestía como uno ya no sería mi amigo. Siempre que tenía planes de salir con una chica él las saboteaba, porque no tenía pareja ni nada. Era un cobarde sin huevos. Hace años que no hablo con él».

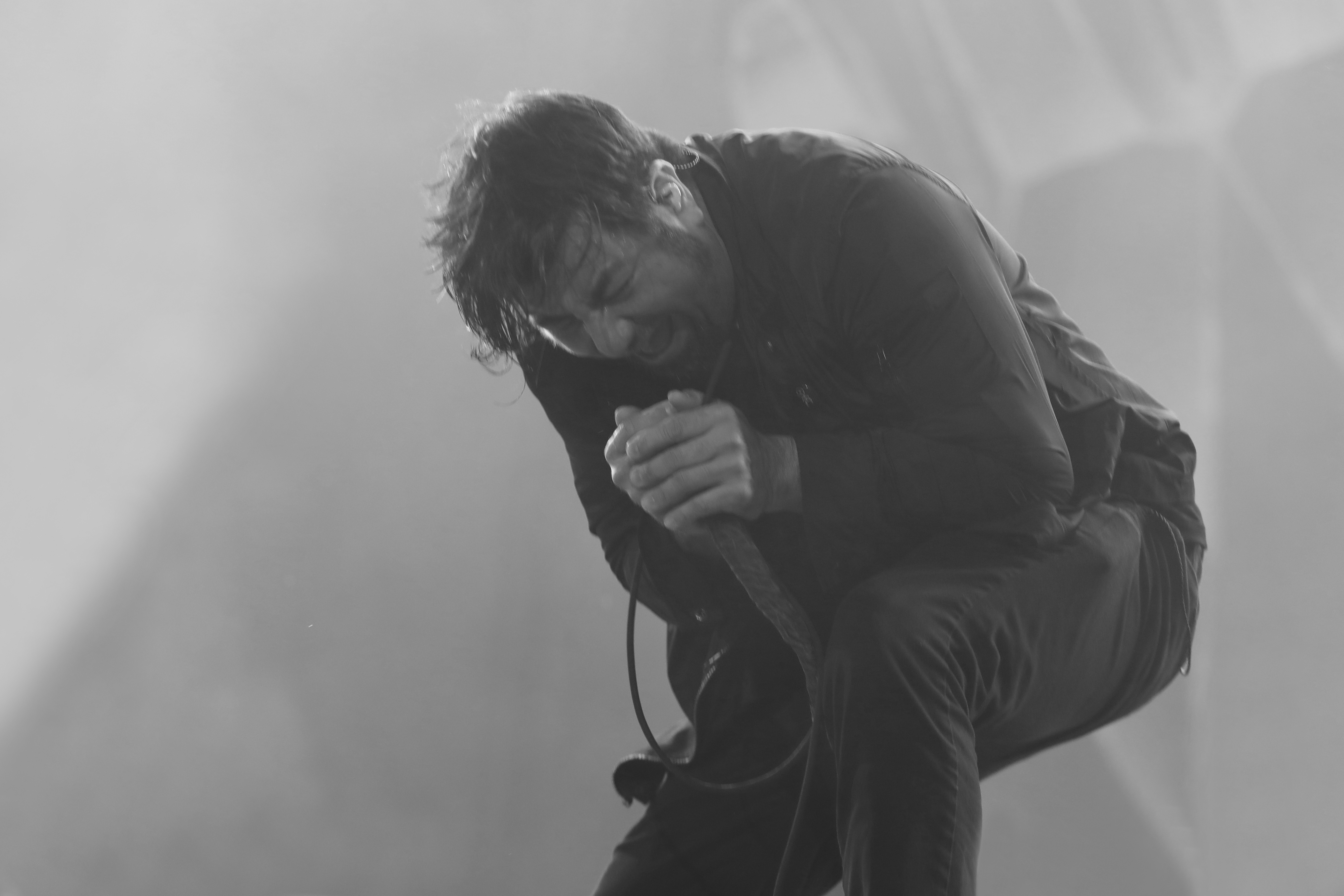
La décima canción, una versión de «Wicked» de Ice Cube, cuenta con la participación del líder de Deftones, Chino Moreno, en la voz.

«Mr. Rogers» trata sobre Fred Rogers. Davis dijo: «Cuando era niño, el me decía que fuera educado, y todo lo que hizo fue que me molestaran. Odio a ese puto hombre. Gracias por hacerme educado y confiar en todos, y fácil de aprovechar». «K@#*%!» trata sobre las mujeres que han lastimado a Davis. La canción se destaca por su uso intensivo de vulgarismos en todas las letras; debido a esto, Shaffer dijo que la banda tenía la intención de enviarla en broma a las estaciones de radio de rock porque «sabían que no la tocarían, y luego seguir una semana después con la cosa real». El término «K@#*%!» significa «Kunts!». El tema lírico de «No Place to Hide» es la imposibilidad de escapar de uno mismo, enfrentando los mismos problemas y obsesiones en la vida cotidiana y más allá, año tras año. «A.D.I.D.A.S.» es un acrónimo de «All Day I Dream About Sex» —en español: «Todo el día sueño con sexo»—. «A.D.I.D.A.S.» también trata sobre la frustración sexual y se refiere a las fiestas en las que un chico persigue a una chica pero vuelve a casa solo; Davis añadió, «... y te acuestas en la cama y todo lo que tienes que hacer es masturbarte». El cover «Lowrider» se caracteriza por Davis tocando las gaitas y el estilo de humor de la banda. «Ass Itch» trata sobre la dificultad de Davis para escribir canciones. «Kill You» trata sobre la exmadrastra de Davis. Narra una relación complicada que Davis tenía con ella, que no aceptaba del todo a su hijastro y su resentimiento por esta relación. Davis explicó:

«Se trata de una pariente que conocí cuando tenía doce años. Odio a esa puta de mierda. Es la persona más malvada y jodida que he conocido en toda mi vida. Me odiaba a muerte. Ella hizo todo lo posible para hacer de mi vida un infierno. Por ejemplo, cuando estaba enfermo, me daba té con tabasco, que es un aceite de pimienta muy picante. Me lo hacía beber y me decía: “Tienes que deshacerte de ese resfriado, muchacho”. Cosas así de jodidas. Así que todas las noches, cuando me iba a dormir, soñaba con matar a esa perra. De alguna manera enfermiza, tenía una fantasía sexual con ella, y no sé de qué se originaba ni por qué, pero siempre soñaba con cogerla y matarla».

Según Davis, mientras que el álbum debut se centró en temas de su infancia, Life Is Peachy reflejó más sus últimos dieciocho meses dentro de la banda, a excepción de unas pocas canciones. En 1996, Kerrang! resumió los temas de Life Is Peachy: «Odio, dolor, odio, sexo, odio». Más tarde declararon que Korn canalizó una «atmósfera de demencia pura» en el disco, que mostró «más historias de abuso infantil, inseguridad, traición a la confianza y odio general por el mundo». El tono general del álbum ha sido descrito con términos como «gran bola de ira», «rabia contenida» y «frustración»; también infunde un sentimiento de beligerancia.
Life Is Peachy presenta una influencia de hip hop más prominente que el debut homónimo de la banda, y Shaffer recuerda: «Estábamos escuchando mucho hip hop. Probablemente estaba escuchando mucho a Mr. Bungle, hip hop como los primeros Outkast y The Pharcyde, discos de Sepultura y Rage Against the Machine, solo por nombrar algunos». Las características que definen el sonido del álbum incluyen los elementos que aparecieron en el álbum debut, como el «sonido de bajo metálico» de Arvizu y las guitarras disonantes de siete cuerdas de Welch y Shaffer, que son más disarmónicas y ruidosas que antes, como los loops en «Swallow», en contraste con Davis, quien había agregado más melodías vocales como se ejemplifica en «No Place to Hide». El sonido de bajo «clicoso» y percusivo a menudo se puede confundir con el bombo, por ejemplo, en «Ass Itch». Arvizu describió orgullosamente Life Is Peachy como un álbum con un estilo rítmicamente agresivo, mientras que Kyle Anderson de MTV expresó una opinión convergente, diciendo que el álbum «realmente pertenece» al bajista. Los ritmos y las voces «aullantes» han sido comparados con los del subgénero del black metal. En el álbum, el estilo vocal de Davis varía desde susurros hasta cantos limpios, voces ásperas y scat gutural. Sus cambios de voz que van de un extremo al otro han sido descritos como los «productos de una hermosa voz». Gritos y sonidos comparables a «borborigmos» y onomatopeyas puntúan espontáneamente sus partes vocales. El estilo vocal en «Twist» también fue descrito como una «cacofonía de borborigmos» o «borborigmos entregados de manera similar al scat». El autor y periodista musical Jean-Charles Desgroux escribió que Davis mostró toda su «versatilidad orgánica» en Life Is Peachy y alcanzó «alturas de ira que son difíciles de soportar».
En el contexto del período promocional de Life Is Peachy, las revistas y periódicos habían definido vagamente el género del álbum, aunque todos habían convergido en la descripción de un sonido metal. A principios de octubre de 1996, al anunciar su lanzamiento inminente, Kerrang! calificó a «Good God» como «brutal» y escribió que «suenan como nada que haya sucedido antes». El 25 de octubre de 1996, David Grad de Entertainment Weekly describió el sonido del álbum como una «fusión de riffs pesados y ritmos ajustados de hip hop». En octubre de 1996, el escritor Manuel Rabasse comentó que con Life Is Peachy, Korn «continúa abriendo los caminos marcados del metal actual». El 5 de noviembre de 1996, el crítico del New York Times Jon Pareles escribió que a lo largo de Life Is Peachy, «la banda aplica la estética del ruido del hip hop a una formación de hard rock». En enero de 1997, Katia Kulawick de Rock Sound llamó a Korn los «mutantes del metal». En una entrevista durante el Life Is Peachy Tour en marzo de 1997, la revista francesa de heavy metal Hard Force describió a Korn como la «banda de metal de nueva generación más venerada de este tiempo». En mayo de 1997, Greg Kot del Chicago Tribune llamó a Korn un «acto de metal con testosterona». Life Is Peachy fue un «momento» que representó el apogeo de un nuevo estilo musical —más tarde llamado «nu metal»— que «sonaba fresco, interesante y vital». Life Is Peachy fue posteriormente etiquetado como nu metal.

## Portada y embalaje
Arvizu se le ocurrió el título Life Is Peachy. El nombre surgió de la carpeta Pee Chee de Arvizu. A menudo escribía las palabras «Life Is» delante del nombre de la marca, lo que le parecía divertido. Arvizu dijo: «Solía hacer garabatos por todas partes [la carpeta]. Dibujé pelo largo en el personaje y puse guitarras en sus manos. Solía hacer bocetos todo el tiempo. Con el tiempo supe que mis garabatos algún día podrían dar sus frutos. Pensé que esa imagen sería una portada de álbum realmente genial». Korn se puso en contacto con la empresa de carpetas de archivos Pee Chee y pidió permiso para utilizar la imagen de la carpeta de archivos para la portada del álbum, ofreciendo veinte mil dólares —US$20 000—, lo que resultó en que la empresa rechazara la oferta. Los miembros de la banda acordaron que el nombre Life Is Peachy era un «gran» nombre para el álbum, y mantuvieron el nombre pero no añadieron la portada de la carpeta de archivos de Fieldy. Debido al contenido lírico oscuro del álbum, su título podría interpretarse como irónico.
El folleto, al igual que los folletos de todos los álbumes de Korn, no revela ninguna de las letras de las canciones. Los miembros de Korn han explicado que la razón detrás de la omisión de las letras se debe a la creencia de que incluir letras impresas limita la experiencia musical del oyente. Davis le dijo a Serena Altschul de MTV: «Creo que la música es algo que cada individuo le da su propio significado a la canción. Pueden inventar lo que sea que yo esté diciendo y esa es la belleza de eso y eso es lo que quiero mantener allí».
La portada en blanco y negro de Life Is Peachy muestra a un niño pequeño con cabello rubio cuidadosamente peinado alisándose la corbata en un espejo dorado mientras una presencia más alta y sombría se cierne detrás de él. La foto fue tomada por Martin Riedl. El diseño y el concepto fueron de Scott Leberecht. Small dijo que «continuó el tema del niño amenazado como se muestra en la obra de arte de Korn». Otras fotos en el folleto fueron tomadas por Stephen Stickler. Life Is Peachy es, hasta la fecha, el único álbum de Korn que presenta su nombre escrito en una fuente diferente. Dos citas están impresas en la cara interior de la tarjeta debajo del embalaje del CD. La primera está tomada de «Streets of Bakersfield» (1973) de Homer Joy y dice lo siguiente: «You don't know me but you don't like me, You say you care less how I feel. How many of you that sit and judge me. Ever walked the streets of Bakersfield?». La segunda cita dice: «“Who Then now, Bitches?” - Korn», que más tarde sería el título de su video biográfico.

## Lanzamiento y promoción
Korn reanudó su gira intensiva inmediatamente después de que terminaran las sesiones de grabación de Life Is Peachy, actuando notablemente en el festival Monsters of Rock del Reino Unido en Donington el 17 de agosto de 1996, donde encabezaron el segundo escenario y tocaron canciones del próximo álbum. En el festival, la banda fue entrevistada por Vanessa Warwick de MTV para Headbangers Ball. Korn actuó en varios festivales europeos como parte de una gira previa a Life Is Peachy. La banda solo le había costado al festival suizo Rock Oz'Arènes $3000 para que actuaran a mediados de 1996. En septiembre de 1996, Korn estaba vendiendo 6000 copias por semana; «Fue una campaña completamente de base», dijo Al Masocco de Epic Records. Sin embargo, Davis enfatizó su deseo de que Korn se mantuviera en la clandestinidad. Korn se estaba vendiendo bien gracias al boca a boca y a las giras prolongadas, lo que les valió una base de fans «leales».
Apenas unos días antes del lanzamiento de Life Is Peachy, NME escribió que el «ascenso de Korn en los últimos dos años ha sido nada menos que meteórico». Se presentó una vista previa del álbum en el sitio web de Sony a los fans de todo el mundo, que se sobrecargó de tráfico y colapsó.
Life Is Peachy se lanzó en todo el mundo el 15 de octubre de 1996. Fue lanzado por Immortal Records, un sello distribuido por Epic de Sony. La versión del álbum en CD incluye una sección multimedia adicional que presenta imágenes de video en vivo de «Good God» grabadas en el London Astoria en el verano de 1996.

### Life Is Peachy Tour
La banda realizó una gira por todo Estados Unidos desde octubre de 1996 en adelante, con Limp Bizkit como acto de apertura. Korn apoyó a Metallica en su gira por el país, que comenzó a mediados de diciembre de 1996.

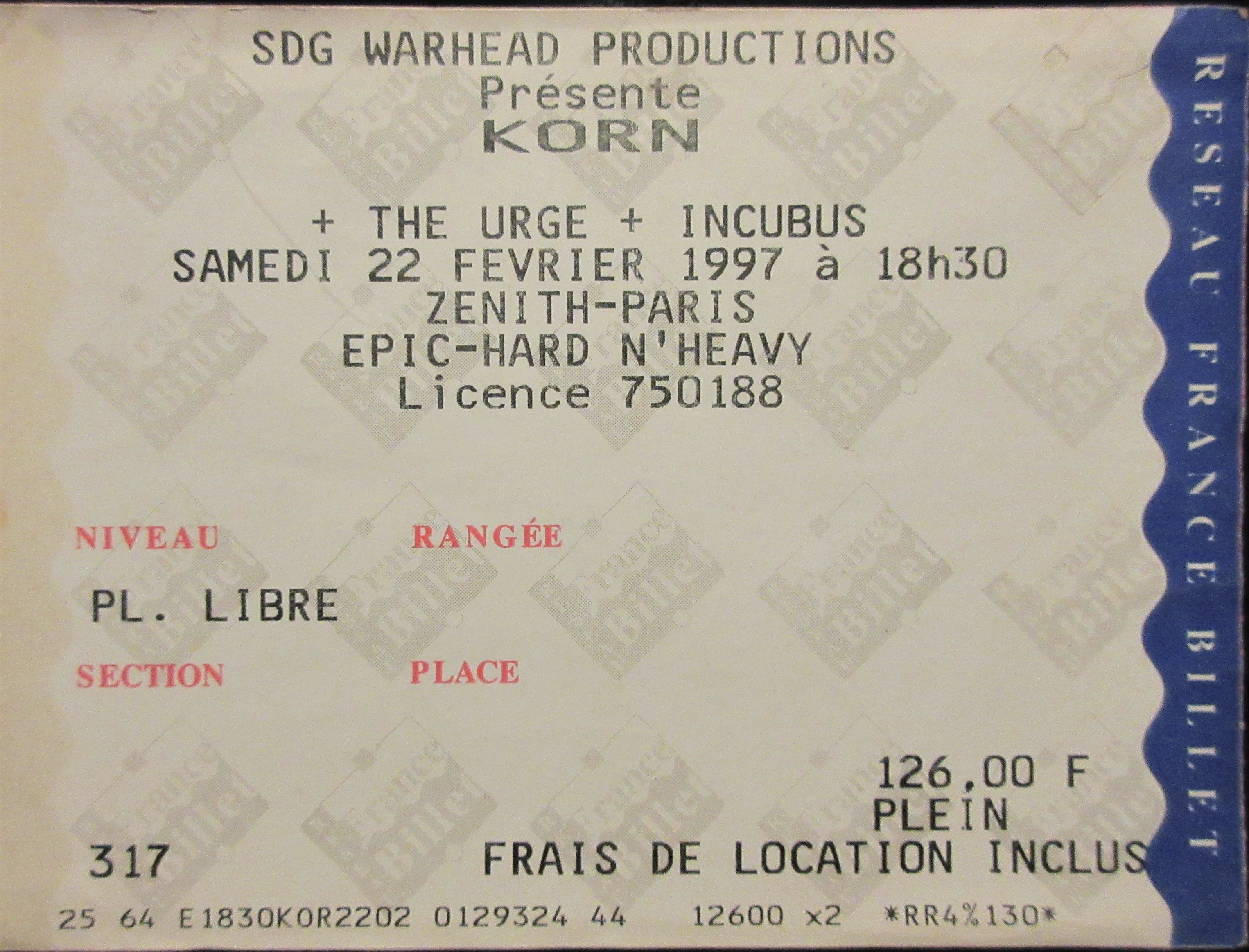
Entrada original para el concierto en
Le Zénith (París), febrero de 1997

Según Shaffer, la gira con Metallica terminó a mediados de enero de 1997. Korn realizó una gira en solitario en 1997 y encabezó conciertos con entradas agotadas. La banda lanzó un disco promocional en 1997 llamado Life Is Peachy Tour Sampler, con Incubus y The Urge, ya que ambas bandas apoyaron a Korn en su gira por el Reino Unido y Europa. El álbum incluyó tres temas en vivo: «Chi» de Korn —gira estadounidense en otoño de 1996—, «All Washed Up» de The Urge y «Hilikus» de Incubus. La gira abarcó veintiséis espectáculos y comenzó el 21 de enero de 1997 en Alemania, visitando Dinamarca, Francia, Italia, los Países Bajos, Noruega, España y Suecia, y terminó en Londres el 24 de febrero. El 20 de febrero de 1997, Korn hizo una aparición televisiva como invitado musical del día en Nulle Part Ailleurs (NPA), interpretando «No Place to Hide» —transmisión en vivo— en horario de máxima audiencia en Canal+ en París.
Helmet y Limp Bizkit también estuvieron de gira con ellos para promocionar Life Is Peachy; ambas bandas fueron los actos de apertura de la gira norteamericana de Korn. Después de diez días de descanso, Korn inició su gira norteamericana el 6 de marzo en Arizona, actuando en un Mesa Amphitheater «abarrotado», y terminó el 27 de marzo en Maine, con un total de dieciséis shows. Incluyó actuaciones en Chicago, Kansas City, Pensacola, Tampa y Toronto, entre otras ciudades. Luego realizaron una gira por Australia. En mayo de 1997, la banda regresó para una segunda etapa corta de la gira por el Reino Unido y Europa, incluyendo algunas fechas en Francia; Limp Bizkit y Helmet fueron los teloneros. También han actuado en festivales europeos, incluido el Dynamo Open Air en Eindhoven. Korn se convirtió en una banda «imprescindible» a través del Life Is Peachy Tour y atrajo la atención de los medios en el Reino Unido y Europa.
Korn fue cocabeza de cartel en el escenario principal de la gira de verano Lollapalooza 7, junto con Jane's Addiction, The Prodigy, Snoop Dogg, Tool y Tricky, entre otros, que comenzó el 25 de junio de 1997. La banda consiguió el lugar en Lollapalooza a principios de año. Durante el Lollapalooza del año anterior, hubo controversia por la inclusión de artistas de renombre como Metallica y Soundgarden, que el fundador Perry Farrell consideró una «bastardeización» de Lollapalooza, lo que lo llevó a abandonar la gira. Davis dijo, «El año pasado... no hubo una verdadera onda Lollapalooza... Porque me parece que Lollapalooza ha sido sobre bandas de vanguardia, bandas underground, y creo que [Perry Farrell] basó todo eso y el año pasado realmente no fue todo sobre eso. Y este año, ahora que está de vuelta, se puede decir que hay tantos grupos musicales diferentes y diversos aquí». La popularidad de Korn en los EE. UU. aumentó significativamente durante la gira Lollapalooza, donde desarrollaron una creciente base de fanáticos. Las giras constantes, el «boca a boca» e Internet le han ganado a la banda una reputación global ascendente. El sitio web de Korn recibió alrededor de 50 000 visitas por día.
El 18 de julio, ni siquiera un mes después de la gira, Korn se vio obligado a cancelar el resto de sus apariciones en Lollapalooza debido al reciente diagnóstico de meningitis viral de Shaffer. Davis publicó una declaración escrita sobre la enfermedad de Shaffer: «Amamos a nuestros fans. Esto es lo último que queremos hacer, pero es la única decisión que podemos tomar en este momento. Simplemente no se siente bien sin [Shaffer]». La declaración también reconoció a los fans que «no hay un reemplazo adecuado para [Shaffer] durante su recuperación». El 18 de julio de 1997, en el Blossom Music Center de Cleveland como parte del Lollapalooza marcó el espectáculo final del Life Is Peachy Tour. Korn imaginaría reunirse después de la recuperación de Shaffer para comenzar a escribir el tercer álbum. Para entonces, circulaban rumores de fans en Internet sobre la supuesta muerte de Shaffer.

#### Sinopsis del concierto
Los escritores Katia Kulawick de Rock Sound y Manuel Rabasse de la revista Hard 'N' Heavy reseñaron un espectáculo del Life Is Peachy Tour en el Mercer Arena de Seattle el 30 de noviembre de 1996. Antes del espectáculo, Kulawick le preguntó a Korn sobre su «estado mental»; Shaffer respondió: «Agresivo. Y allí, de inmediato, exhausto». El Life Is Peachy Tour contó con actuaciones en vivo de Davis vistiendo chándales Adidas con lentejuelas personalizados. El espectáculo comenzó con un video proyectado en una pantalla en el escenario, que era una caricatura animada sin sentido con «personajes que hacían muecas», luego Davis, vestido con un chándal de lentejuelas violeta, «eructó» «Twist» bajo un foco tenue, la canción de apertura, seguida de «Blind» del álbum debut de 1994 con toda la iluminación del escenario. Rabasse elogió la actuación de Korn, describiéndola como «poderosa, de una cohesión poco común, de una precisión infalible». Kulawick escribió que la caricatura animada, complementada con muñecos desmembrados esparcidos detrás y colgados en dos grandes rejillas sobre los miembros de la banda, le dio una «dimensión trágica». El chándal de lentejuelas de Davis contrastaba sorprendentemente con el escenario y la música y las letras de Life Is Peachy.

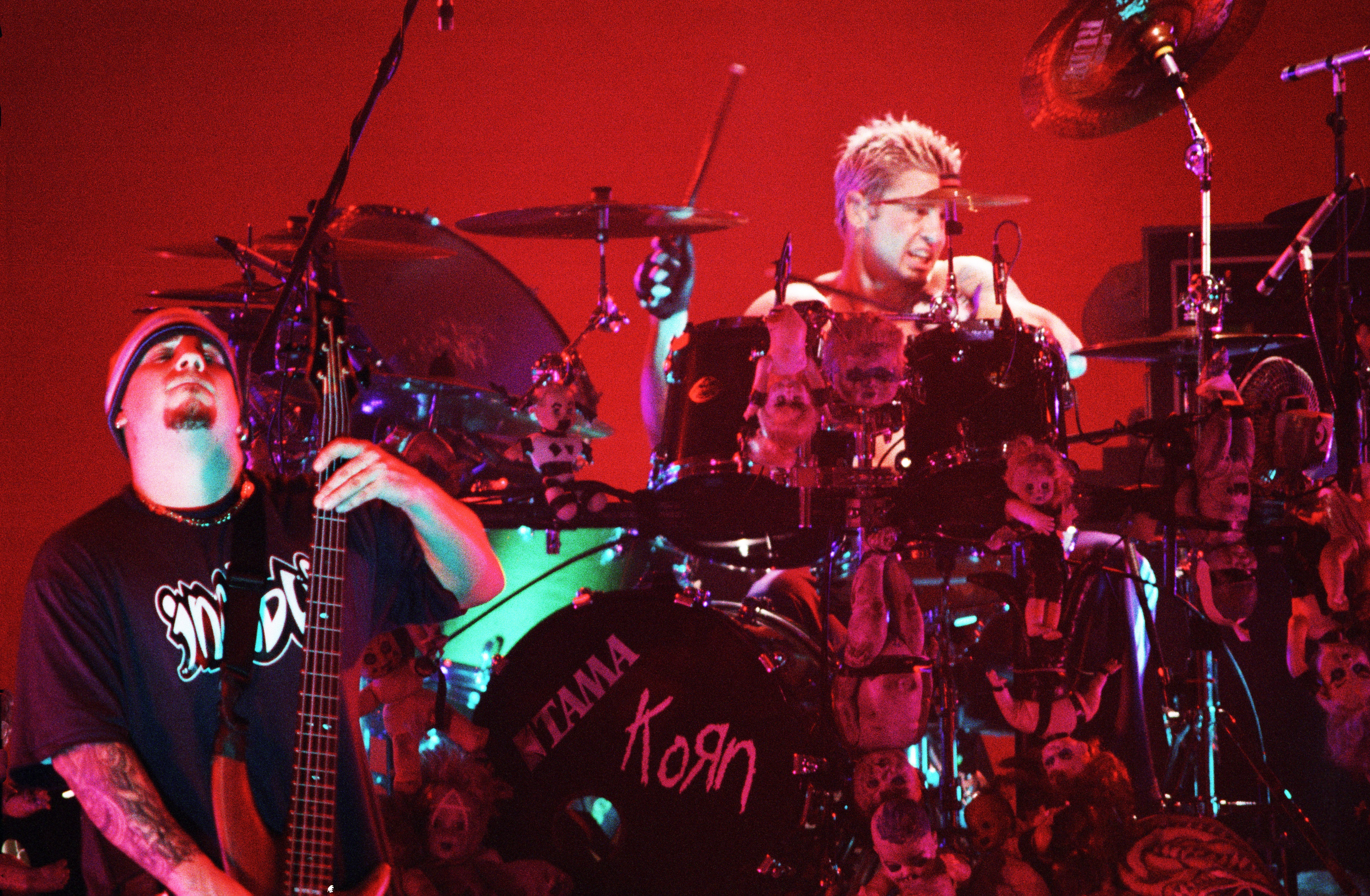
Arvizu (izquierda) y Silveria (derecha) durante el Life Is Peachy Tour de 1997

La configuración de iluminación del escenario consistía en focos verticales de colores rosa, rojo y morado, que iluminaban a los músicos por encima y por debajo. El espectáculo también contó con focos de color verde, los más utilizados en los espectáculos de death metal de esa época, y luces estroboscópicas de frecuencias de destello rápido. Las sombras «siniestras» de los músicos a veces se mostraban en la pantalla, que solo tenía ese tipo de función durante el espectáculo. El foso estaba formado principalmente por fans que vestían ropa y pantalones «demasiado grandes y deformes» y, a menudo, tenían el mismo peinado que Welch. El sistema de sonido del lugar que amplificaba la voz de Davis era «cuestionable», pero mejoró en «Good God». A lo largo del espectáculo, Davis estuvo constantemente «agarrado a su soporte de micrófono», gesticulando sobre los ritmos pesados impulsados por el sonido de bajo percusivo de Arvizu combinado con el sonido del TR-8080 integrado en la batería de Silveria. El instrumento dominante fue el bajo, y el sonido en vivo fue descrito como «un mini-terremoto» en cada golpe de bombo de Silveria. Sobre la forma de tocar la guitarra, Rabasse escribió: «La suciedad, la aproximación, la confusión son elementos inherentes al sonido» de Shaffer y Welch, «a la cabeza de una panoplia de pedales, todos más manipulados unos que otros». Rabasse describió las canciones finales del show como «un trance vudú mezclado con psicoterapia» y lo llamó «apocalíptico». Algunas otras canciones de Life Is Peachy tocadas esa noche fueron «A.D.I.D.A.S.», «Lowrider», «No Place to Hide» y «Kill You». Kulawick describió la actuación de Korn esa noche como «extremadamente agotadora» y al público como «histérico». El show duró poco más de una hora; sin un bis.
Los shows de Korn en 1996 y 1997 duraron de 70 a 75 minutos. El show en Glasgow en Barrowland Ballroom el 24 de enero de 1997 incluyó «Proud» en el setlist de quince canciones y no tuvo bis. La presencia de Korn en el escenario les valió elogios de la crítica de Clare Dowse de Kerrang!, quien calificó el show con 5 de 5. Durante la gira de 1997, Fred Durst de Limp Bizkit comenzó a aparecer como vocalista invitado en «Wicked» e hizo los segmentos de voz rapeada de la canción, tomando el papel de Chino Moreno de Deftones. Hacia el final de la gira de 1997, fusionaron regularmente el final de «No Place to Hide» con un extracto de «Engine No. 9» de Deftones.

### Sencillos
Se lanzaron tres sencillos de Life Is Peachy. El primer sencillo del álbum, «No Place to Hide», fue emitido a las estaciones de radio de heavy metal a mediados de septiembre de 1996 y posteriormente a la radio alternativa, y su lanzamiento físico siguió el 7 de octubre. El sencillo presenta «Sean Olson» y «Proud», dos canciones que se incluirían en las bandas sonoras de The Crow: City of Angels (1996) y I Know What You Did Last Summer (1997), respectivamente. Otros lanzamientos incluyen la canción original del álbum y versiones remezcladas de «Shoots and Ladders» de 1994 por los productores Dust Brothers. «A.D.I.D.A.S.» fue lanzado como sencillo a principios de 1997. «Good God» fue el tercer y último sencillo del álbum. Varias versiones de sencillos en CD incluyen versiones originales y remezcladas de «Good God», así como remezclas de «A.D.I.D.A.S.» y «Wicked».

### Vídeos musicales
Korn no hizo un vídeo musical para «No Place to Hide», ya que Davis dijo que era una «pérdida de tiempo y dinero» y mencionó la «integridad» de la banda. En su lugar, optaron por incluir un vídeo en directo de «Good God» en el Enhanced CD. El vídeo musical de «A.D.I.D.A.S.» fue dirigido por Joseph Kahn en Los Ángeles en enero de 1997. Arvizu recordó: «Fue uno de los videos más difíciles que hicimos porque todos tuvimos que permanecer inmóviles sobre placas de metal frías durante horas, fingiendo estar muertos. Llevábamos lentes de contacto azules sucios en los ojos que nos dejaban parcialmente ciegos mientras los teníamos puestos». Recibió una nominación en los Billboard Music Video Awards de 1997 en la categoría de hard rock.

## Recepción critica
Life Is Peachy recibió reseñas mixtas de los críticos. Stephen Thomas Erlewine de AllMusic escribió: «Korn agrega suficientes elementos de la estructura de una canción de rock alternativo para hacer que la música sea accesible a las masas, y su composición ha seguido mejorando». Mörat de Kerrang! calificó el álbum con cuatro de cinco estrellas. Escribió que la voz de Davis está «llena de rabia, odio y bilis», y opinó que lo que «hace a la banda» es la «emoción desnuda» en su voz. Destacó la oscuridad y la pesadez de la música, que ocasionalmente mostraba una «vibra funky extraña». Dominic Hilton de Guitarist escribió: «Life Is Peachy no muestra tregua en el estilo psicótico, y está seguro de establecer a Korn como el nuevo estándar» en el metal. La revista Hard Force calificó el álbum con 3 de 5. Escribieron que aunque Korn conserva sus elementos característicos exhibidos en el álbum debut de 1994, la banda «radicaliza su discurso» en Life Is Peachy, lo que hace que sea más difícil de precisar.
Adrian Bromley de Chronicles of Chaos escribió que estaba «impresionado con la fuerza y la calidad de sonido» que Korn «ha podido magnificar con Life Is Peachy». El crítico de Los Angeles Times, Mike Boehm, calificó el álbum como un «disco de hard rock sombrío». Ian Winwood de Metal Hammer encontró el álbum «tan ruidoso y pesado que es imposible posar ante él» y afirmó: «Korn suena como nada de lo que los ha precedido». Concluyó su reseña con: «Clásico». Jon Pareles de The New York Times escribió: «Korn ha aprendido más de un truco de Nine Inch Nails, y no tiene reparos en usar insultos para causar un impacto simple. Pero el resentimiento que siente suena genuino». Entertainment Weekly dijo que el álbum era un «grito primario» y dejó la «impresión de que el líder Jonathan Davis está convirtiendo sus muy publicitados traumas de la infancia en un dispositivo de marketing barato». Le dieron una C- y dijeron que «puede ser de interés para los profesionales de la salud mental». Stephen Thompson de The A.V. Club criticó Life Is Peachy, llamando al álbum «nada más que heavy metal simple, viejo, torpe y estúpido». Lucky Clark del Sun Journal escribió que «experimentó la cacofonía a toda velocidad de rabia y caos musical» capturado en el álbum.

### Reseñas retrospectivas
En una crítica de 2002, Ashley Bird de Kerrang! escribió que Life Is Peachy era un «disco difícil, angular y siniestro». Escribió que muchos tienen opiniones divergentes sobre el álbum; para algunos, era «desarticulado», y para otros, era considerado como «el mejor momento» de la banda. Más adelante, afirmó: «En términos de Faith No More, esto fue Angel Dust, en términos de Nirvana fue In Utero. En términos de cualquiera, es un viaje increíble». Elogiando la interpretación vocal de Davis en «Good God», Bird dijo que su poderoso estribillo sería un momento crucial en el álbum, convirtiéndose así en una influencia importante para «legiones de aspirantes a canciones más graves» que «copiaron» este estilo de canto. Pero agregó, «nunca se ha pronunciado un mantra de metal con más pasión torturada» que Davis. Bird consideró «Good God» como el «pináculo» de Life Is Peachy. Desestimó «K@#Ø%!», que incluyó en «un par de errores», aunque eso no fue suficiente para perjudicar «un álbum de encantos tan diversos». Danny Scott de la revista Q dijo que el álbum es «más duro y más duro que su debut innovador».
El autor de The Greenwood Encyclopedia of Rock History, Bob Gulla, describió a Davis como un «cantante virulento» en el álbum. Gulla hizo una evaluación elogiosa, escribiendo que «se abrió camino a través de la grabación para ayudar a definirse como una de las voces más convincentes y problemáticas de todo el rock», y elogió la asociación creativa, afirmando que «las guitarras maníacas y el ritmo que lo rodeaban solo mejoraron el producto final». Anderson afirmó que el álbum fue una especie de «de-evolución» para la banda debido a su producción abrasiva que contrastaba con el álbum debut de 1994. «Gran parte de Life Is Peachy es feo», dijo, mientras que en el siguiente álbum de 1998 se mostró una noción de «diversión». Afirmó además que Life Is Peachy era «puro id de Korn, nada más que ira y violencia». Anderson escribió: «Eso no quiere decir que sea un mal álbum», sino que en realidad fue «una de las entradas más fascinantes —aunque inconsistentes— en el canon del nu metal». En una revisión retrospectiva de 2021, Metal Hammer señaló que Life Is Peachy era «ocasionalmente estrafalario» pero también «mucho más» experimental que el álbum debut, afirmando además que canciones como «Chi», «Mr. Rogers», «No Place to Hide» y «Wicked» son «momentos de genuina brillantez», y agregó: «Pero todos están superados por la salvaje “Good God”, que puede reclamar ser la mejor canción que Korn haya escrito jamás». La revista sintió que la trivialidad de «Porno Creep», «K@#Ø%!» y «Lowrider» tendía a degradar el álbum.

## Reconocimientos
| Año  | Premio           | Categoría   | Resultado | Ref.    |
| ---- | ---------------- | ----------- | --------- | ------- |
| 1997 | Premios Kerrang! | Mejor Álbum | Ganador   | [ 144 ] |

En 1998, el sencillo «No Place to Hide» le valió a la banda una segunda nominación al premio Grammy en la categoría de Mejor interpretación de metal.

## Rendimiento comercial
Life Is Peachy alcanzó el puesto número uno en la lista de los 40 mejores álbumes de Nueva Zelanda. El álbum debutó y alcanzó el puesto número tres en la lista Billboard 200. Vendió 106 000 copias en los EE. UU. en su primera semana, lo que marcó el primer avance significativo de la banda. El álbum también alcanzó el puesto número 32 en la UK Singles Chart. Life Is Peachy fue certificado oro por la Recording Industry Association of America (RIAA) el 8 de enero de 1997. El 9 de diciembre de 1997, el álbum fue certificado platino por la RIAA. Fue certificado doble platino por la RIAA el 10 de noviembre de 1999. Para 2009, el álbum había vendido casi tres millones de copias en todo el mundo.
«No Place to Hide» alcanzó el puesto número 26 en la UK Singles Chart. El segundo sencillo del álbum, «A.D.I.D.A.S.», alcanzó el puesto número 22 en la misma lista, mientras que también apareció en el puesto número 45 en Australia. En abril de 1997, «A.D.I.D.A.S.» llegó al puesto número 13 en la lista Bubbling Under Hot 100 Singles. «Good God» alcanzó el puesto número 25 en la UK Singles Chart y el número 81 en las ARIA Charts australianas.

## Legado
Korn es considerada como «la única banda que impulsó la tendencia del nü-metal», y Life Is Peachy retomó el camino que Korn dejó con su álbum debut homónimo. Life Is Peachy fue considerado «innovador» por los autores y periodistas musicales Malcolm Dome y Mick Wall. En 2000, Life Is Peachy fue votado como el número 869 en el All Time Top 1000 Albums de Colin Larkin. El álbum fue seleccionado por el personal de Rolling Stone para su lista de «20 álbumes de rock que cumplen 20 años en 2016». En 2021, Alternative Press incluyó a Life Is Peachy en su lista de los «20 álbumes de 1996 que marcan algunos de los mejores de la década». En 2021, Metal Hammer incluyó el álbum en su lista de los «20 mejores álbumes de metal de 1996» —en orden alfabético—. En 2022, Life Is Peachy ocupó el puesto número 13 en la lista de Metal Hammer de los «50 mejores álbumes de nu metal de todos los tiempos» y estuvo en la lista de MetalSucks de «14 álbumes de metal que personifican el sonido de los años 90». En 2022, Jon Wiederhorn de Loudwire escribió que Life Is Peachy «es considerado por muchos como uno de los mejores discos de Korn».
Korn había desafiado las normas y alterado las preconcepciones de lo que tenía que ser el metal al lucir regularmente la ropa de Adidas Originals, una estrecha conexión con la marca tipificada por la canción «A.D.I.D.A.S.» y su video musical con Davis vestido con su chándal de tres rayas con lentejuelas moradas. Sam Law de Kerrang! escribió: «Moda que no se parecía a nada visto antes en el mundo del metal. No se trataba solo de música... sino de lo que realmente significaba ser “alternativo”», y agregó que «el clásico de Korn de 1997 'A.D.I.D.A.S.' es el pináculo de la escena». La colección inaugural Korn x Adidas Originals inspirada en Life Is Peachy se lanzó el 27 de octubre de 2023.

## Lista de canciones
Todas las canciones escritas y compuestas por Korn, excepto donde se indique. 
| N.º | Título                                           | Escritor(es) | Duración |  |
| 1.  | «Twist»                                          | | 0:49     |  |
| 2.  | «Chi»                                            | | 3:54     |  |
| 3.  | «Lost»                                           | | 2:55     |  |
| 4.  | «Swallow»                                        | | 3:38     |  |
| 5.  | «Porno Creep»                                    | | 2:01     |  |
| 6.  | «Good God»                                       | | 3:20     |  |
| 7.  | «Mr. Rogers»                                     | | 5:10     |  |
| 8.  | «Kunts!» ()                                      | | 3:02     |  |
| 9.  | «No Place to Hide»                               | | 3:31     |  |
| 10. | «Wicked» (con Chino Moreno; versión de Ice Cube) | O'Shea Jackson | 3:58     |  |
| 11. | «A.D.I.D.A.S.»                                   | | 2:32     |  |
| 12. | «Lowrider» (versión de War)                      | Sylvester Allen Harold Brown Morris «B.B.» Dickerson Leroy Jordan Charles Miller Lee Oskar Howard Scott Jerry Goldstein | 0:58     |  |
| 13. | «Ass Itch»                                       | | 3:39     |  |
| 14. | «Kill You» (Incluye pista oculta)                | | 8:37     |  |

Notas
1. ↑  «Kunts!» está censurado en lanzamientos posteriores como «K@#*%!», también escrito «K@#¿%!» en la etiqueta del disco.
2. ↑  La canción «Kill You» termina en 5:04. Después de dos minutos y treinta segundos de silencio [5:04 – 7:34] comienza una breve repetición de «Twist» en formato a capela llamada «Twist A Capella».[160]

| Edición «enhanced» |                            |          |  |
| N.º                | Título                     | Duración |  |
| 15.                | «Good God» (video en vivo) | 3:18     |  |

| Edición de gira |                           |                              |          |  |
| N.º             | Título                    | Álbum                        | Duración |  |
| 1.              | «Chi» (en vivo)           | Life Is Peachy               | 4:31     |  |
| 2.              | «All Washed Up» (en vivo) | Receiving the Gift of Flavor | 4:31     |  |
| 3.              | «Hilikus» (en vivo)       | Fungus Amongus               | 3:55     |  |

## Créditos
Créditos tomados de las notas interiores del CD.
| Korn - Jonathan Davis – voz, gaitas, guitarras adicionales en «Kill You» y «Mr. Rogers» - Head – guitarras, voz «Lowrider» - Munky – guitarras - Fieldy – bajo - David Silveria – batería Músicos adicionales - Chino Moreno – voz en «Wicked» - Nathan Davis – voces adicionales en «A.D.I.D.A.S.» - Sugar and Earl – aparición adicional como invitado en «Swallow» - Chuck Johnson – cencerro en «Lowrider» | Producción - Ross Robinson – productor, ingeniero, mezcla - Chuck Johnson – ingeniero, mezcla - Richard Kaplan – mezcla, ingeniero adicional - Rob Agnello – asistente - Jamie Leavitt – asistente - Eddy Schreyer – masterización |

## Posicionamiento en listas
| Lista (1996–1997)                   | Posición más alta |
| ----------------------------------- | ----------------- |
| Australia (ARIA)                    | 26                |
| Austria (Ö3 Austria)                | 21                |
| Bélgica (Ultratop Flandes)          | 36                |
| Bélgica (Ultratop Valonia)          | 25                |
| Canadá (Billboard Canadian Albums)  | 32                |
| Países Bajos (Album Top 100)        | 87                |
| Europa (European Top 100 Albums)    | 38                |
| Finlandia (Suomen virallinen lista) | 24                |
| Alemania (Offizielle Top 100)       | 85                |
| New Zealand Albums (RMNZ)           | 1                 |
| Noruega (VG‑lista)                  | 24                |
| Escocia (Scottish Albums Chart)     | 38                |
| Suecia (Sverigetopplistan)          | 36                |
| Reino Unido (UK Albums Chart)       | 32                |
| Estados Unidos (Billboard 200)      | 3                 |

| Lista (1997)             | Posición |
| ------------------------ | -------- |
| US Billboard 200         | 132      |
| Lista (1999)             | Posición |
| Australian Albums (ARIA) | 64       |

| 1996 | «No Place to Hide» | —  | 26 | — |
| 1997 | «A.D.I.D.A.S.»     | 45 | 22 | — |
| 1997 | «Good God»         | 81 | 25 | — |

## Certificaciones
| Región | Certificación | Unidades certificadas/Ventas |
| --- | ------------- | ---------------------------- |
| Australia (ARIA) | Platino       | 70 000^                      |
| Canadá (Music Canada)                                                                                                 | Oro           | 50 000^                      |
| Nueva Zelanda (RMNZ)                                                                                                  | Oro           | 7 500^                       |
| Reino Unido (BPI) | Oro           | 100 000*                     |
| Estados Unidos (RIAA)                                                                                                 | Platino x2    | 2 000 000^                   |
| * Cifras de ventas basadas únicamente en la certificación. ^ Cifras de envíos basadas únicamente en la certificación. |               |                              |